# Parachromis managuensis
Parachromis managuensis là một loài cá hoàng đế lớn sống ở môi trường nước ngọt từ Honduras đến Costa Rica ở Trung Mĩ. Tên khoa học dựa trên hồ Managua ở Nicaragua, nơi lấy nguyên mẫu của loài này. Nó vừa làm cảnh, vừa làm thực phẩm. Ngoài ra nó còn có một số tên gọi khác là jaguar cichlid, managuense cichlid, managua cichlid, guapote tigre, Aztec cichlid, spotted guapote và jaguar guapote. Con đực trưởng thành có thể phát triển đến chiều dài 35 cm (14 in) và con cái là 30 cm (12 in). Con cái nhỏ hơn con đực và sắc tố màu đỏ nổi bật hơn ở mang. Vây lưng và vây bụng của con đực cũng được kéo dài nhiều hơn và kéo dài hơn của con cái.
Loài này là loài cá ăn thịt. Thức ăn của chúng chủ yếu là cá nhỏ và động vật không xương sống (tính kiềm). Môi trường ưa thích của loài Parachromis managuensis là các hồ đục, âm u, nước ấm và nghèo oxy. Chúng thích nước với độ pH 7,0–8,7, độ cứng của nước từ 10–15 dGH và nhiệt độ từ 25 đến 36 °C (77 đến 97 °F). Chúng thường được tìm thấy ở độ sâu từ 3 đến 10 mét (10 đến 33 ft). Đây là xâm hại ở khu vực quanh phía nam Florida.
Thức ăn của chúng khi nuôi trong bể cá là côn trùng, bọ gậy, giun đất, mysis, dế (đối với các cá thể lớn hơn). Thịt băm nhỏ cũng có thể được cho ăn cùng với trái tim bò (ở lượng ít do hàm lượng chất béo cao) cùng với tôm và cá (sống/đông lạnh). Cá đông lạnh là loại thức ăn ưc thích do cá sống có thể lây lan một số bệnh cho cá trong bể.